# Diga di Malpasset
La diga di Malpasset era uno sbarramento artificiale costruito a circa 7 km da Fréjus, sul torrente Reyran, nel dipartimento del Var, in Francia. La diga si ruppe nel 1959 causando un'inondazione che provocò la morte di 423 persone. I danni ammontarono a 68 milioni di dollari statunitensi.

## Collasso della diga
Il cedimento avvenne alle 21:13 del 2 dicembre 1959. Circa 50 milioni di metri cubi di acqua scesero a valle a una velocità di 70 km/h, con un'onda di piena alta circa 40 metri. L'onda distrusse l'abitato di Malpasset, dove si lamentò la quasi totalità delle 421 vittime ufficialmente censite; venti minuti dopo il crollo della diga, l'onda arrivò sino a Fréjus. Si tratta della più grave catastrofe dovuta a bacini idraulici artificiali e al loro esercizio che abbia mai interessato la Francia.

## Costruzione
L'obiettivo della diga - costruita con la tecnica dell'arco semplice - era quello di permettere l'irrigazione della piana nella zona di Frejus, accumulando le acque del torrente Reyran, normalmente a secco durante l'inverno. Il progetto si deve ad André Coyne, mentre il primo invasamento fu condotto nel 1954.

## Caratteristiche tecniche
- Tecnica costruttiva: arco semplice
- Lunghezza della volta: 222 m
- Spessore a coronamento: 1,5 m
- Spessore alla base: 6,82 m
- Larghezza dello scolmatore: 30 m